# 創意簡報
創意簡報是创意专业人士和机构在進行创意開發時要用到的客戶需求文件，這些创意工作一般為视觉设计、文案、广告、网站等內容。創意簡報通常由营销团队成员與客戶方溝通後制定，之後再將創意簡報發送給设计师、和项目经理，在他們認為創意簡報上的內容可行後才會正式開售工作。在某些情况下，创意简报可能還需要得到創意總監的批准，設計人員才能依據創意簡報進行設計工作。